# 久永れいは
久永れいは（ひさなが れいは、1985年（昭和60年）11月1日 - ）は、日本の女優。O型、蠍座、鹿児島県生まれ、東京都育ち。父母姉の四人家族の末っ子。
日本大学藝術学部映画学科演技コース在学中。
特技：水泳・絵画及び美術全般・おかし作り
得意科目：英語・国語・美術
法典小学校では手芸クラブ。法田中学校では水泳部所属。
私立江戸川女子高等学校（英語科）で映画部に所属し、映画の世界に目覚める。
日本大学在学中にスカウトされ、事務所（スカイコーポレーション）に所属。
"久永"は母親の旧姓。"れいは"は亡き兄の名前"礼"に"は"を付けたもの。

## 主な出演作品

### 映画
- 「春、バーニーズで」（2006年 角川映画）
- 「マイスウィーツハート」

### TV
- 「女優魂」占い師編（2005年 CTV）

### 舞台
- 「虹む空」アヤメ役（2005年）

### MAGAZINE
- 「就職ジャーナル」表紙（2006年）
- 「B-girl」巻頭ページ（2005年）

### その他
- 「公共広告機構」モデル（2005年〜2006年）
- au「ifif」モデル（2005年）